# Cléder
Cléder (bret. Kleder) – miejscowość i gmina we Francji, w regionie Bretania, w departamencie Finistère.
Według danych na rok 1990 gminę zamieszkiwało 3801 osób, a gęstość zaludnienia wynosiła 102 osoby/km² (wśród 1269 gmin Bretanii Cléder plasuje się na 124. miejscu pod względem liczby ludności, natomiast pod względem powierzchni na miejscu 171.).